# The Siren (canção)
"The Siren" é o décimo terceiro single da banda finlandesa de metal sinfônico Nightwish, que foi lançado como parte do álbum Once em 25 de julho de 2005 pela Nuclear Blast.
A canção possui a participação da Orquestra Filarmônica de Londres e inclui diversos instrumentos exóticos, como um violino elétrico e uma cítara, além de uma atmosfera diferente devido aos vocais de Tarja e Marco, e às poucas linhas cantadas. Após a saída de Turunen em 2005, a canção ganhou uma nova versão com a vocalista Anette Olzon, que não usava mais sons operáticos, tornando apenas os vocais de Marco Hietala iguais à versão original.
Em 19 de setembro de 2009, durante o último concerto da Dark Passion Play World Tour em Helsinque, o violoncelista finlandês Pekka Kuusisto da banda Apocalyptica, tocou "The Siren" com a banda, além da canção "While Your Lips Are Still Red".

## Faixas
| N.º            | Título                                        | Compositor(es)                    | Duração |  |
| 1.             | "The Siren" (versão editada)                  | Tuomas Holopainen, Emppu Vuorinen | 3:47    |  |
| 2.             | "The Siren"                                   | Holopainen, Vuorinen              | 4:46    |  |
| 3.             | "The Siren" (ao vivo)                         | Holopainen, Vuorinen              | 4:48    |  |
| 4.             | "Symphony of Destruction" (cover do Megadeth) | Dave Mustaine                     | 4:20    |  |
| 5.             | "Kuolema Tekee Taiteilijan" (ao vivo)         | Holopainen                        | 3:53    |  |
| Duração total: | Duração total:                                | Duração total:                    | 21:34   |  |

## Desempenho nas paradas
| País      | Parada (2005)                  | Melhor posição |
| --------- | ------------------------------ | -------------- |
| Alemanha  | Media Control Charts           | 51             |
| Bélgica   | Ultratop 50 Singles (Flandres) | 14             |
| Dinamarca | Hitlisten                      | 15             |
| Finlândia | Suomen virallinen lista        | 3              |
| Hungria   | Mahasz                         | 1              |
| Suécia    | Svensktoppen                   | 30             |
| Suíça     | Schweizer Hitparade            | 59             |

## Créditos
A seguir estão listados os músicos e técnicos envolvidos na produção do single "The Siren":

### A banda
- Tuomas Holopainen – teclado
- Emppu Vuorinen – guitarra
- Tarja Turunen – vocais
- Jukka Nevalainen – bateria, percussão
- Marco Hietala – baixo, vocais